# Piabucina festae
Piabucina festae är en fiskart som beskrevs av Boulenger, 1899. Piabucina festae ingår i släktet Piabucina och familjen Lebiasinidae. Inga underarter finns listade i Catalogue of Life.